# أفرو 510
أفرو 510 (بالإنجليزية: Avro 510)‏ هي طائرة مائية أنتجت في المملكة المتحدة. من صناعة أفرو. كانت تستخدم بشكل أساسي من قبل الخدمة الجوية للبحرية الملكية. كان أول طيران لها في 1914.